# Bruce Palmer
Bruce Palmer (9. září 1946 Liverpool, Kanada – 1. října 2004 Belleville, Kanada) byl kanadský baskytarista. Svou kariéru zahájil jako člen souboru Robbie Lane & The Disciples, později odešel k Jack London & The Sparrows a počátkem roku 1965 začal hrát se skupinou The Mynah Birds, kde potkal kytaristu Neila Younga. Po rozpadu skupiny Palmer spolu s Youngem odjel z Kanady do Los Angeles, kde založili skupinu Buffalo Springfield; ta se rozpadla po vydání tří alb a dvou letech existence v roce 1968. Palmer však nedlouho předtím skupinu opustil a byl nahrazen Jimem Messinou.
Později se vrátil zpět do Kanady, kde krátce hrál v kapele Luke & The Apostles a rovněž vydal své první a jediné sólové album The Cycle Is Complete. Album nemělo žádný komerční úspěch a Palmer se na čas přestal věnovat hudbě. Roku 1977 krátce hrál ve skupině Kensington Market a v letech 1982 až 1983 odehrál turné jako člen doprovodné skupiny Neila Younga. Zemřel v roce 2004 na infarkt ve svých osmapadesáti letech.